# Ralph H. Spanjer
Ralph H. Spanjer , né le 20 septembre 1920 et mort le 8 février 1999 est un général de division au sein du corps des Marines des États-Unis. Il a été surintendant de l'Académie militaire des Marines (en) à Harlingen, au Texas, et président de la St. John's Northwestern Military Academy (en) à Delafield, au Wisconsin.

## Biographie
Spanjer est né le 20 septembre 1920 à Hillside, au New Jersey. Il fréquente l'université de New York. Spanjer se marie trois fois et a trois enfants, ainsi qu'un beau-fils. Il meurt d'un cancer à son domicile de Delafield, au Wisconsin, le 8 février 1999.

## Carrière
Après s'être enrôlé la marine américaine en 1941, Spanjer rejoint la réserve du Corps des Marines des États-Unis en 1942. Il sert ensuite comme pilote de chasse pendant la Seconde Guerre mondiale. Pendant cette période, il reçoit la Distinguished Flying Cross pour ses actions sur le théâtre Asie-Pacifique.
Pendant la guerre de Corée, il effectue des missions avec des pilotes, dont John Glenn, qui devient plus tard le premier Américain à orbiter autour de la Terre dans l'espace et sénateur américain. Spanjer reçoit une deuxième Distinguished Flying Cross pour ses actions pendant la guerre.
Il pilote des hélicoptères pendant la guerre du Vietnam, servant dans des atterrissages d'assaut et des évacuations médicales. Durant les dernières années de la guerre, il occupe d'autres postes de haut niveau. Il reçoit deux fois la Légion du Mérite, dont une avec un Combat Valor, pendant son service dans la guerre du Vietnam.
Spanjer est directeur de l'Académie militaire des Marines pendant six ans. Après des arrêts en Caroline du Nord et en Alaska, il accepte le poste de président de l'Académie militaire du nord-ouest de St. John's en 1994. Pendant son mandat, il supervise une rénovation de cinq millions de dollars, la fusion de l'académie avec la Northwestern Military and Naval Academy (en) à Lake Geneva, au Wisconsin, et organise une visite de l'ancien président américain George H. W. Bush.

## Prix et décorations
Au cours de sa carrière militaire, il a reçu :
|                                                     |                                                       |                         |                                                       |
| Gold star · Silver star · Silver star · Silver star |                                                       |                         |                                                       |
| Gold star                                           | Bronze star                                           | Bronze oak leaf cluster |                                                       |
|                                                     | Bronze star · Bronze star · Bronze star · Bronze star |                         |                                                       |
| Bronze star                                         | Bronze star · Bronze star                             |                         | Bronze star · Bronze star · Bronze star · Bronze star |
|                                                     |                                                       |                         |                                                       |

| Insigne d'aviateur naval des États-Unis (en) |                                                         |                                                         |                                                         |                                                         |                                                          |                                                          |                                                          |                                                          |                                                       |                                                       |                                                       |                                                       |                                                 |                                                 |                                                 |                                                 |
| 1st row                                      | Legion of Merit avec deux étoiles d'or et le "V" Device | Legion of Merit avec deux étoiles d'or et le "V" Device | Legion of Merit avec deux étoiles d'or et le "V" Device | Legion of Merit avec deux étoiles d'or et le "V" Device | Legion of Merit avec deux étoiles d'or et le "V" Device  | Distinguished Flying Cross avec l'étoile d'or            | Distinguished Flying Cross avec l'étoile d'or            | Distinguished Flying Cross avec l'étoile d'or            | Distinguished Flying Cross avec l'étoile d'or         | Distinguished Flying Cross avec l'étoile d'or         | Air Medal avec trois étoiles d'argent                 | Air Medal avec trois étoiles d'argent                 | Air Medal avec trois étoiles d'argent           | Air Medal avec trois étoiles d'argent           | Air Medal avec trois étoiles d'argent           |                                                 |
| 2nd row                                      | Navy Unit Commendation avec l'étoile d'or               | Navy Unit Commendation avec l'étoile d'or               | Navy Unit Commendation avec l'étoile d'or               | Navy Unit Commendation avec l'étoile d'or               | Navy Presidential Unit Citation avec une étoile          | Navy Presidential Unit Citation avec une étoile          | Navy Presidential Unit Citation avec une étoile          | Navy Presidential Unit Citation avec une étoile          | Army Presidential Unit Citation avec feuille de chêne | Army Presidential Unit Citation avec feuille de chêne | Army Presidential Unit Citation avec feuille de chêne | Army Presidential Unit Citation avec feuille de chêne | American Defense Service Medal                  | American Defense Service Medal                  | American Defense Service Medal                  | American Defense Service Medal                  |
| 3rd row                                      | American Campaign Medal                                 | American Campaign Medal                                 | American Campaign Medal                                 | American Campaign Medal                                 | Asiatic-Pacific Campaign Medal avec 4 étoiles de service | Asiatic-Pacific Campaign Medal avec 4 étoiles de service | Asiatic-Pacific Campaign Medal avec 4 étoiles de service | Asiatic-Pacific Campaign Medal avec 4 étoiles de service | World War II Victory Medal                            | World War II Victory Medal                            | World War II Victory Medal                            | World War II Victory Medal                            | Navy Occupation Service Medal                   | Navy Occupation Service Medal                   | Navy Occupation Service Medal                   | Navy Occupation Service Medal                   |
| 4th row                                      | National Defense Service Medal avec une étoile          | National Defense Service Medal avec une étoile          | National Defense Service Medal avec une étoile          | National Defense Service Medal avec une étoile          | Korean Service Medal avec 2 étoiles de service           | Korean Service Medal avec 2 étoiles de service           | Korean Service Medal avec 2 étoiles de service           | Korean Service Medal avec 2 étoiles de service           | Armed Forces Expeditionary Medal                      | Armed Forces Expeditionary Medal                      | Armed Forces Expeditionary Medal                      | Armed Forces Expeditionary Medal                      | Vietnam Service Medal avec 4 étoiles de service | Vietnam Service Medal avec 4 étoiles de service | Vietnam Service Medal avec 4 étoiles de service | Vietnam Service Medal avec 4 étoiles de service |
| 5th row                                      | Presidential Unit Citation (Corée)                      | Presidential Unit Citation (Corée)                      | Presidential Unit Citation (Corée)                      | Presidential Unit Citation (Corée)                      | Croix de la Vaillance                                    | Croix de la Vaillance                                    | Croix de la Vaillance                                    | Croix de la Vaillance                                    | United Nations Korea Medal                            | United Nations Korea Medal                            | United Nations Korea Medal                            | United Nations Korea Medal                            | Vietnam Campaign Medal                          | Vietnam Campaign Medal                          | Vietnam Campaign Medal                          | Vietnam Campaign Medal                          |